# Kajtár Róbert
Kajtár Róbert (1950. február 5.) magyar színész és szinkronszínész. Leginkább arról ismert, hogy a Marvel-filmek legendás alkotójának, Stan Lee-nek volt a magyar hangja az MCU-kameók során.

## Pályafutása
Kajtár Róbert számos filmben és sorozatban közreműködött szinkronszínészként. Színészi karrierje során főként mellékszerepekben tűnt fel, azonban a magyar közönség leginkább Stan Lee állandó szinkronhangjaként ismerhette meg. Az ikonikus képregényalkotó minden Marvel-moziuniverzumbeli megjelenésénél az ő hangján szólalt meg magyarul, ezzel hozzájárulva a karakter legendás státuszához a hazai rajongók körében.

## Fontosabb szinkronszerepek
- Stan Lee – Marvel Moziverzum (MCU) filmjeiben
- A Vasember: Happy Hogan – Jon Favreau
- Gumball csodálatos világa: Marvin Finklehimer (1. évad) – Dan Russell
- A Pókember elképesztő kalandjai: Ben Parker – Greg Grunberg
- Transformers: Prime: Alpha Trion (3. évad) – George Takei
- Transformers: Cyberverse: Alpha Trion – Rich Orlow
- Transformers: A kihalás kora: Mozibérlő – Richard Rielhe
- Verdák 3.: Hold Junior – Junior Johnson
- Jurassic World: Bukott birodalom: Sherwood szenátor – Peter Jason
- A galaxis őrzői: 3. rész: Jason Quill – Greg Henry
- Agymenők: Dr. V.M. Koothrappali (2. hang) – Brian George
- Egyéb kisebb szerepek filmekben és sorozatokban

## Érdekességek
- Hangja jellegzetesen barátságos és idős karakterekhez illik, ezért gyakran kapott hasonló szerepeket.
- A Marvel-rajongók körében különösen kedvelt volt Stan Lee szinkronjaként, mivel hűen visszaadta az alkotó humoros és karizmatikus személyiségét.